# Lyctus cinereus
Lyctus cinereus är en skalbaggsart som beskrevs av Blanchard 1851. Lyctus cinereus ingår i släktet Lyctus och familjen kapuschongbaggar. Inga underarter finns listade i Catalogue of Life.